# Il respiro di Amon
Il respiro di Amon (Murder at the God's Gate) è un romanzo giallo storico scritto da Lynda S. Robinson, il secondo della serie incentrata sulle indagini del principe Meren (Le indagini del principe Meren alla corte di Tutankhamon). È uscito negli Stati Uniti nel 1995 e tradotto in italiano nel 2002.
Come anche nel volume precedente, il libro si svolge nell'anno quinto del regno di Tutankhamon, qualche mese dopo gli avvenimenti primo libro.

## Trama
Unas, un puro e servo di Amon, entra furtivamente nel tempio del dio per potervi lasciare la lista degli artigiani reali, in modo da poterla riprendere il giorno dopo senza essere costretto a recarsi fino al lontano tesoro che si trova nella tomba di Akhenaton. Ode però di nascosto un dialogo tra due uomini, e una volta rimasto solo recupera alcune ciotole, rimanendo sconvolto al che ne vede il contenuto; uscito dal tempio con i cocci della ciotola, torna a casa e li brucia nel camino.
Il giorno dopo, a Tebe, una statua colossale di Amon dedicata al Faraone Tutankhamon viene posta di fronte al tempio di Amon; in cima alla statua si trova però Unas, che viene spinto giù da una misteriosa figura e muore sfracellandosi a terra. Djefi, figlio dell'anziano mastro scalpellino Seneb, riferisce l'incidente al tesoriere reale Maya; Meren, che si trovava con lui, si incarica di investigare sulla questione, e lo viene a sapere anche Parenefer, gran sacerdote di Amon, che da parte sua incarica Ebana e il sacerdote lettore Qenamon di risolvere il caso per primi. Ricostruita la dinamica della morte di Unas, Kysen interroga l'amico Nebera, la moglie Ipwet e il di lei padre Nebera; venendo a sapere dei cocci gettati nel camino da Unas, Kysen vede su uno di essi quello che sembra un cartiglio. Ipwet afferma anche che Unas era andato al tempio in anticipo in quanto avrebbe avuto un incontro con Seneb, una trappola ideale per compiere un omicidio. Più tardi, Ebana e Qenamon raggiungono il principe Rahotep, lo additano come sospettato dell'omicidio di Unas e lo obbligano a scrivere il suo nome sul libro di Qenamon, ma quest'ultimo viene morso da vari cobra nascosti nel suo astuccio da scriba, e muore nonostante Ebana usi i suoi gatti selvatici per stanarli e a ucciderli. Giunto sulla nuova scena del crimine, Meren esamina il cadavere del sacerdote lettore e raccoglie anche una figurina in cera rappresentante il re ittita; sospettando dunque degli Ittiti, il principe investigatore intende dirigersi alle loro frontiere per poter catturarne e interrogarne uno. Ma Tanefer, uno dei principi reali e suo intimo conoscente, lo convince a partecipare a una caccia all'ippopotamo, che avverrà il giorno dopo e fungerà da segno d'accoglienza per il viceré di Kush, e dove partecipano anche Kysen e il principe siriano Ahiram, collega di Tanefer. Durante la caccia, uno degli ippopotami attacca l'imbarcazione di Ahiram, che rimane gravemente ferito e viene prontamente salvato da Tanefer e Meren.
Passato il pericolo, Ahiram rifiuta però le cure mediche che gli vengono propinate, e il mattino seguente Meren viene a sapere da Tanefer che il siriano è uscito dalla capitale per un motivo ignoto persino al Faraone. Decide così di esaminarne la residenza dove, vedendo dei topi morti, vittime degli stessi gatti selvatici di Parenefer, ora sospetta che sia stato Ahiram a uccidere entrambi i sacerdoti. Arrivato di notte a Gebtu, vicino alla tomba di Akhenaten, Meren avvista un gruppo di uomini che stanno respingendo l'attacco di quelli che sembrano dei predoni. Il principe mette in fuga questi ultimi, ma poi scopre che quelli che ha salvato sono siriani capitanati da Ahiram; colpito mortalmente allo stomaco, quest'ultimo prima di spirare mormora: "Sii prudente... lui tradirà anche te". Esaminando i corpi dei predoni, Meren scopre che sono mercenari mitanni, che i siriani stavano respingendo perché questi li avevano sorpresi a derubare dei defunti, tra l'altro degli oggetti degni di ceti alti, come principi e re; tra essi, riconosce addirittura i sandali del defunto Faraone Akhenaten, il suo aguzzino, colui che lo maledisse perché rifiutò di seguire il suo dio. Capendo che Ahiram si è assentato da Menfi per derubare dal vecchio Faraone, memore del fatto che anni prima questi esitò ad aiutare suo padre Rib-Addi quando fu assalito da dei predoni, Meren decide di raggiungere Akhetaten, l'Orizzonte di Aten, la città del Faraone eretico, dove trova conferma dei suoi sospetti vedendo che la tomba di Akhenaten è stata profanata. Torna così alla corte del Faraone e gli consiglia di far costruire, in gran segreto, una nuova casa d'eternità per Akhenaten, Nefertiti e tutta la famiglia reale, al momento tutti sepolti ad Akhetaten.
Meren ha inoltre già ordinato di far prigionieri i mercenari mitanni sopravvissuti all'attacco alla tomba, e l'unico superstite tra loro viene portato al cospetto di Kysen, Rahotep e Tanefer, che lo interrogano da soli mentre Meren torna a casa. Il prigioniero parla però solo la sua lingua mitanni, che solo Tanefer conosce, e l'unica parola che i presenti comprendono è Saustatar, nome di un grande re mitanni che affrontò gli Assiri e giunse a saccheggiare il palazzo reale di Ashur. Segue un dialogo in mitanni con Tanefer, ma d'un tratto il prigioniero aggredisce Rahotep e tenta di scappare, salvo poi venire ucciso da Tanefer nella colluttazione che segue. Tornato a casa, Meren comprende intanto che Unas ha gettato nel fuoco i cocci per scongiurare una maledizione contro Tutankhamon, scritta sotto forma di cartiglio che Qenamon avrebbe scritto in quanto era il sacerdote di Amon che più era connesso al mondo della magia. Ricordandosi inoltre di come Ahiram, dopo la morte di Unas, aveva perso la testa fino a farsi quasi ammazzare il giorno della caccia all'ippopotamo a causa del prolungarsi dell'attesa della preda, Meren torna a casa del siriano, e lì, mentre capisce che Tanefer stava in realtà cercando di uccidere Ahiram per qualche motivo, arriva Tanefer in persona, accompagnato da alcuni soldati, che gli punta la spada al petto.
Tanefer gli racconta così la sua storia e gli spiega il suo piano. Il suo nome in mitanni è Saustatar, lo stesso nome udito dal mercenario mitanni da lui ucciso, e sua madre, la figlia di un re mitanni, fu inviata in Egitto insieme al figlio come sposa di Akhenaten, ma visse da reclusa e dimenticata dai più per volere di quest'ultimo. Nella sua prigione dorata, ella insegnò la storia del suo popolo al figlio; dopo la sua morte, Tanefer tornò nel regno di Mitanni, trovandolo distrutto dagli ittiti complice l'indolenza del Faraone. Spinto dalla vendetta contro quell'empia dinastia che portò alla morte e alla rovina i suoi genitori e il regno che doveva governare, ora Tanefer intende impossessarsi dell'Egitto e renderlo un grandioso impero come lo sarebbe stato il Mitanni, se Akhenaton avesse aiutato suo zio; a tale scopo, pur di inaugurare una nuova dinastia spodestando Tutankhamon, egli intende sposare la Grande Sposa Reale Ankhesenamun, guidare una rivolta a palazzo sostenuto da uomini fedeli come Meren, e sottomettere il clero di Amon, che Meren dovrà convincere a unirsi alla rivolta sfruttando il suo disprezzo per il Faraone. Si scopre che Tanefer conosceva il desiderio di Ahiram di vendicarsi di Akhenaton, e l'aveva dunque incaricato di proporre a Parenefer, attraverso Qenamon, la profanazione della sua tomba per rubare il tesoro destinato ai mercenari mitanni; quelli che Unas aveva origliato nel tempio a inizio libro erano quindi Ahiram e Qenamon. Quando Tanefer ha saputo della scoperta dei cocci e della collaborazione spontanea di Qenamon con Meren e Kysen, egli ha incaricato Ahiram di eliminarlo usando i cobra. Ma Ahiram era a sua volta troppo spaventato dalle continue indagini di Meren e alla fine si sarebbe tradito e avrebbe confessato, e Tanefer ha dunque organizzato la caccia all'ippopotamo per eliminare anche lui, con la scusa di accogliere il viceré di Kush; fallito il piano, Tanefer ha dovuto far ricorso ai mercenari mitanni, che ancora adesso paga con il bottino della tomba saccheggiata dal siriano come uomini di Ra, fratellastro di Meren. Finito il dialogo, Tanefer fa legare Meren e lo lascia da solo per alcune ore affinché decida se unirsi o no a lui.
Passato del tempo, Kysen si accorge dell'assenza del patrigno e, messosi alla sua ricerca, vede Tanefer percorrere una strada di nascosto; indagando, lo vede uscire di casa seguito da due soldati che stanno scortando suo padre. Tanefer rivela a Meren che ora vuole anche una rottura completa tra lui e il Faraone: scomparso senza preavviso, il principe sarà creduto alla stregua di Ahiram, per poi venire liberato dopo vari giorni e tornare in Egitto ormai screditato. Dopo che Kysen interviene per salvare il patrigno, Tanefer cerca di convincere il giovane a lasciarlo fuggire via con Meren; quando però sembra riuscirci, viene colpito di striscio alla spalla, e Meren ne approfitta per liberarsi e ucciderlo nella lotta che segue. A scoccare la freccia che ha salvato Meren si rivela essere Ebana, attirato dalla preoccupazione di Kysen nei confronti del patrigno; il sacerdote esige dal cugino una tregua tra il clero e la corte, in cambio della cessazione delle sue indagini sulle morti di Unas, Qenamon e Ahiram. Meren gli mostra però il portastili in oro di Qenamon, e vi estrae un papiro scritto da quest'ultimo, che dichiara di essersi accordato con Ahiram per derubare la tomba di Akhenaten, confermando così i suoi sospetti e le confessioni di Tanefer. Ebana accetta dunque che Meren riferisca al Faraone che Tanefer progettava una ribellione contro di lui, finanziata dal tesoro della tomba saccheggiata da Qenamon e Ahiram, a patto che il clero di Amon ne rimanga assolto.
A fine libro, dopo che la salma di Akhenaten è stata ricomposta, Meren, Ay e Horemheb decidono di far trasferire le tombe reali dall'Orizzonte di Aten alla Valle dei Re, il luogo più sicuro di tutto l'Egitto. Tutankhamon stipula invece una tregua con Paranefer, e con lui il clero di Amon, rendendosi così libero di progettare una campagna contro i predoni che da tempo assaltano il meridione.

## Personaggi
- Meren: protagonista della serie al servizio di Tutankhamon.
- Kysen: figlio adottivo di Meren. Di lui vengono citate le sorellastre Bener e Isis, adottate da Meren come figliastre. Queste due appariranno nei libri successivi.
- Tutankhamon: giovane Faraone d'Egitto.
- Ebana: cugino di Meren e Gran Sacerdote di Amon. Ancora furioso nei confronti del cugino, forma un triumvirato temporaneo con i sacerdoti Parenefer e Qenamon.
- Parenefer: gran sacerdote di Amon, è odiato da Meren e Horemjeb in quanto altezzoso, arrogante e insipido.
- Qenamon: capo sovrintendente del tesoro del dio e sacerdote lettore di Amon, e maestro di Seneb. Si rivela irascibile quando questi propone di fare rapporto alla morte di Unas al principe Maya, preferendo invece che se ne occupi il clero di Amon.
- Unas: un puro, e sacerdote di Amon. È la prima vittima del romanzo, nonostante cerchi di nascondere un segreto, in quanto era l'informatore di Abu, uno degli aurighi di Meren; muore nel terzo capitolo, spinto giù dall'assassino dalla testa di una statua di Amon dedicata al Faraone.
- Ipwet: moglie di Unas, che sposò un anno prima vive insieme al padre.
- Nebera: amico di Unas e di Ipwet, sospettato essere il di lei amante.
- Seneb: vecchio mastro scalpellino, sarà lui a far mandare il rapporto della morte di Unas al Faraone e al principe Maya.
- Djefi: figlio e discepolo di Seneb, sarà lui a mandare il messaggio a Maya.
- Betanta: una nobildonna, rimasta vedova di recente. Mostra grande interesse per Meren, che cerca apparentemente di sedurre.
- Hunefer: un principe del Faraone Tutankhamon.
- Tanefer: un altro principe, è fratello del Faraone Tutankhamon; benché egli abbia 14 anni più di lui, sono nati dallo stesso padre, Amenhotep III, ma nati da madri diverse, in quanto Tanefer è nato da Gilukhepa, una principessa Mitanni, figlia di un altro re Mitanni. Era destinato a diventare il re di Mitanni, cosa però impedita dalla debolezza di Akhenaton.
- Rahotep: un altro principe, compagno di Tanefer e altro figlio di Amenhotep III. Si vanta di essere invincibile al senet.
- Djoserkarenseneb: nome completo di Djoser, compagno di Tanefer e altro figlio di Amenhotep III, ma nato da una nobildonna egizia. È uno studioso, e stando al romanzo ha appena 20 anni di età.
- Horemheb: generale dell'esercito egizio, e amico di Meren.
- Maya: capo tesoriere del Faraone, e altro amico di Meren, che chiama "Falco" in merito alla sua arguzia.
- Ay: anziano visir del Faraone.
- Abu e Reia: due aurighi al servizio di Meren, che seguiranno nelle sue avventure.
- Ahiram: è un siriano di bassa statura ma possente, ed è figlio di Rib-Addi, re di Biblo. Durante il regno di Akhenaten, Rib-Addi perse la vita per mano di una banda di ribelli istigati dagli ittiti, portando alla perdita del regno vassallo, e il figlio Ahiram fu mandato in Egitto dove venne educato come uno di loro.

## Edizioni
- Lynda S. Robinson, Il respiro di Amon, traduzione di Alessandro Zabini, n. 976, TEA DUE, Milano, TEA, 24 maggio 2002,  p. 249, ISBN 978-88-502-0189-1.